# BRP Tomas Campo
Le BRP Tomas Campo (PG-908) est le septième navire de la classe Acero de canonnières de patrouille de la marine philippine. Il a été livré le 17 septembre 2024  au quai 15 du port sud de Manille et mis en service dans la force de combat littorale de la flotte philippine.
Il est nommé en l'honneur du sergent Tomas V. Campo, de l’équipe de débarquement n°10 du bataillon du Corps des Marines des Philippines (MBLT-10), récipiendaire de la Médaille de la bravoure des forces armées des Philippines pour la bravoure qu’il a démontrée dans la rivière Liangan à Munai, province de Lanao du Nord. Après s’être occupé de dix soldats blessés de son peloton, il emmenait en lieu sûr leur commandant de peloton lorsqu’il a été abattu par un tireur embusqué, perdant la vie,.

## Historique
En 2019, la marine philippine a décidé l’acquisition d’une nouvelle classe de patrouilleurs côtiers (CPIC) capables d’être équipées de missiles et basées sur la conception israélienne classe Shaldag V pour remplacer les navires d’attaque rapide de classe Tomas Batillo qui ont été retirées du service,.
Un contrat a été signé entre le Ministère de la Défense nationale, Israel Shipyards Ltd. et le ministère de la Défense israélien le 9 février 2021, et l’avis de procéder a été publié le 27 avril 2021,.
L’utilisation de « PG » dans le numéro de coque indique que les bateaux sont classés comme des canonnières de patrouille, sur la base des normes de classification de dénomination de 2016 de la marine philippine.

## Conception
Cette classe de navires a été conçue pour transporter un canon mitrailleur Mk44 Bushmaster II monté à l’avant, sur la tourelle télécommandée Rafael Typhoon Mk 30-C, et deux mitrailleuses lourdes Browning M2HB de 12,7 mm (calibre .50) montées sur des tourelleaux télécommandés Rafael Mini Typhoon. 
Le BRP Tomas Campo fait partie des navires de la classe armés d’un lance-missiles Rafael Typhoon MLS-NLOS pour les missiles sol-sol Spike-NLOS. Le système de missiles NLOS est équipé de capteurs avancés électro-optiques et infrarouges et offre des capacités opérationnelles de jour comme de nuit, améliorant ainsi l’efficacité du navire dans divers scénarios de combat. Il a une portée allant jusqu’à 30 km, permettant au navire d’engager des cibles avec précision à partir d’une distance de sécurité,. 

## Histoire
Septième navire de sa classe, le PG-908 a été livré à la marine philippine le 17 septembre 2024avec son sister-ship le BRP Albert Majini (PG-909) et il a été baptisé BRP Tomas Campo. Il a été mis en service le 13 novembre 2024.
Début 2025, les membres d’équipage du BRP Tomas Campo et du BRP Albert Majini (PG-909) ont suivi une formation pour l’utilisation et la maintenance du système de missiles NLOS (Non-Line of Sight) des navires. La formation a été menée par des représentants du fabricant du système de missiles NLOS, la société israélienne Rafael Advanced Defense Systems Limited. Elle a eu lien entre le 20 janvier et le 7 février 2025. Elle a impliqué six membres d’équipage de chaque navire : le commandant, le commandant en second, l’officier d’armement et d’autres membres clés du service armement. Le programme comprenait à la fois un enseignement théorique et une application pratique. Une composante importante de la formation était la phase en mer, qui mettait l’accent sur les essais du système, l’étalonnage et l’exécution des procédures de tir de missiles,